# Eurosong 2024 Late Late Show Special
Die Sendung Eurosong 2024 Late Late Show Special fand am 26. Januar 2024 statt und war der irische Vorentscheid zum Eurovision Song Contest 2024. Bambie Thug gewann den Wettbewerb mit dem Song Doomsday Blue.

## Format

### Konzept
Am 11. Mai 2023 bestätigte Raidió Teilifís Éireann (RTÉ), dass man auch 2024 am Eurovision Song Contest teilnehmen werde. Nachdem man im Vorjahr zum vierten Mal in Folge im Halbfinale ausgeschieden war, gab der Delegationsleiter Michael Kealy an, dass man den Auswahlprozess überdenken wolle. Schlussendlich hielt der Sender jedoch am Konzept, wie es auch im Vorjahr abgehalten wurde, fest.

### Beitragswahl
Zwischen dem 15. Juni und dem 20. Oktober 2023 konnten interessierte Künstlerinnen ihre Beiträge bei RTÉ einreichen. Pro Künstler konnte nur ein Song eingereicht werden und man durfte sich auch an keiner anderen nationalen Vorentscheidung beteiligen.

## Teilnehmer
Die Teilnehmer wurden in der zweiten Januarwoche zwischen dem 8. und 12. Januar 2024 vorgestellt.

## Finale
Das Finale von Eurosong 2024 fand am 26. Januar 2024 statt. Die Ergebnisse wurden durch eine Kombination aus den Stimmen einer nationalen Jury, einer internationalen Jury und einer Televote-Abstimmung ermittelt, bei der jeweils 2, 4, 6, 8, 10 und 12 Punkte vergeben wurden, wobei das Televoting im Falle eines Gleichstands den Vorrang hatte. Die internationale Jury bestand aus dem luxemburgischen Delegationsleiter Eric Lehmann, dem finnischen Executive Producer von Yle, Anssi Autio, der österreichischen Musikmanagerin Kerstin Breyer und dem britischen Wiwibloggs-Journalisten Deban Aderemi. In der nationalen Jury waren der Songwriter Niall Mooney, die Radiomoderatorin Tara Murray und die Musikberaterin Elaine McCann vertreten. Die Radiomoderatorin Tracy Clifford verkündete die Stimmen der nationalen Jury, die Televote-Punkte wurden von der irischen Sängerin Brooke Scullion bekannt gegeben. Während der Show trat die ukrainische Band Kalush Orchestra mit ihrem ESC-Siegersong Stefania als Gast auf. Das Lied Doomsday Blue von Bambie Thug wurde mit insgesamt 32 Punkten zum Siegerlied erklärt, nachdem es sowohl von der nationalen Jury als auch von den Zuschauern die höchste Punktzahl erhalten hatte.
| Platz | Startnr. | Interpret             | Lied Musik (M) und Text (T)                                                                                          | Sprache          | Übersetzung (inoffiziell) | Nationale Jury | Internationale Jury | Zuschauer | Gesamt |
| ----- | -------- | --------------------- | --- | ---------------- | ------------------------- | -------------- | ------------------- | --------- | ------ |
| 1.    | 2        | Bambie Thug           | Doomsday Blue M/T: Cuntry Ray Robinson, Olivia Cassy Brooking, Sam Matlock, Tyler Ryder                              | Englisch         | Weltuntergangsblau        | 12             | 8                   | 12        | 32     |
| 2.    | 4        | Ailsha                | Go Tobann M/T: Ailsha Davey, Peadar Connolly-Davey                                                                   | Irisch, Englisch | Plötzlich                 | 10             | 6                   | 8         | 24     |
| 3.    | 5        | Next in Line          | Love Like Us M/T: Bill Maybury, Joe Rubel, Conor O’Farrell, Joshua Regala, Harry O’Connell, Conor Davis, Neung Kelly | Englisch         | Liebe wie wir             | 2              | 12                  | 10        | 24     |
| 4.    | 6        | Erica-Cody            | Love Me Like I Do M/T: Erica-Cody Kennedy-Smith, Ruth-Anne Cunningham, Aimée Fitzpatrick, Richey McCourt             | Englisch 1       | Liebe mich wie ich dich   | 6              | 10                  | 6         | 22     |
| 5.    | 3        | JyellowL feat. Toshín | Judas M/T: Jean-Luc Uddoh, Jake Gosling, Sammy Soso                                                                  | Englisch         | –                         | 8              | 4                   | 4         | 16     |
| 6.    | 1        | Isabella Kearney      | Let Me Be The Fire M/T: Mich Hedin Hansen, Rasmus Gregersen, Megan Redmond, Isabella Kearney-Nurse                   | Englisch         | Lass mich das Feuer sein  | 4              | 2                   | 2         | 8      |